# Conservatório Nacional de Lisboa

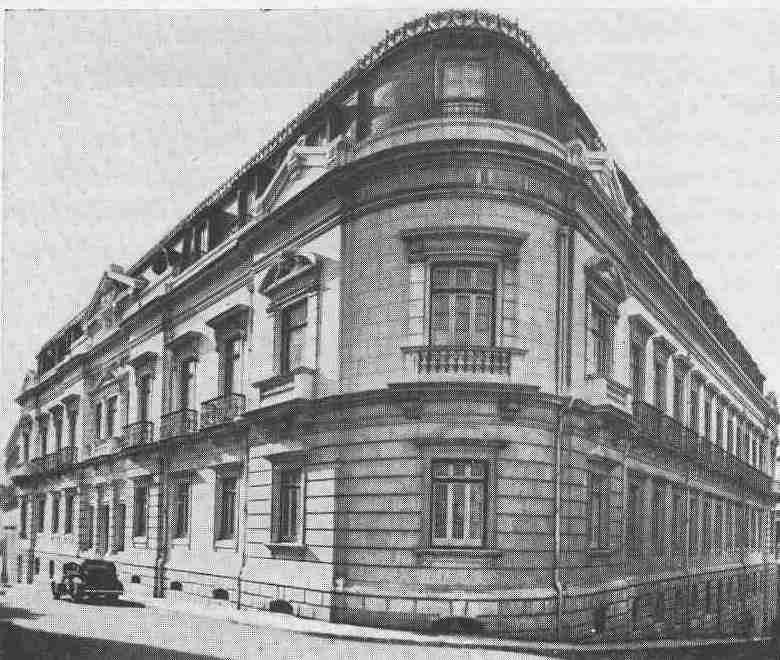
Antigo edifício do Conservatório Nacional, hoje sede da Escola de Música do Conservatório Nacional

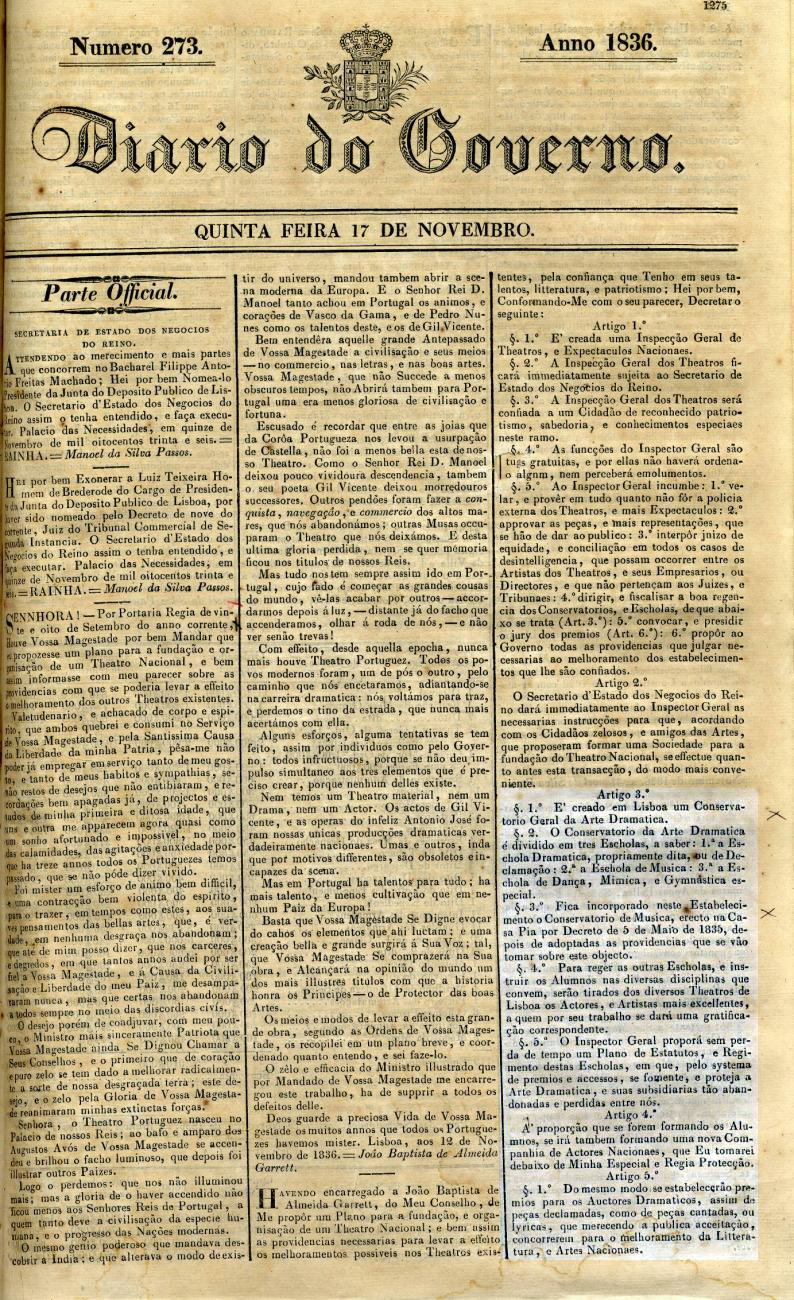
Diário do Governo de 17 de Novembro de 1836

O Conservatório Nacional foi um estabelecimento público para ensino das artes, criado em Lisboa em 1836. Foi extinto como instituição singular em 1983, dando origem a diversas escolas artísticas autónomas entre si: a Escola Superior de Música de Lisboa, a Escola Superior de Dança, a Escola Superior de Teatro e Cinema, a Escola de Música do Conservatório Nacional e a Escola de Dança do Conservatório Nacional. As três escolas superiores foram integradas no ensino politécnico, fazendo hoje parte do Instituto Politécnico de Lisboa. A Escola de Música e a Escola de Dança são as sucessoras do ensino vocacional do antigo Conservatório Nacional, sendo ainda referidas coletivamente como tal, ainda que sejam hoje instituições distintas.

## Origem da designação
A palavra "conservatório" (do latim: conservatoriu) designa um estabelecimento dedicado ao ensino da música, canto e matérias relacionadas. O primeiro foi o Conservatório de Santa Maria de Loreto, fundado em 1537 em Nápoles pelo padre espanhol José Tapia, o qual tinha por objetivo dar instrução às crianças órfãs, incluindo também a prática da música.

## História
O que viria a ser o Conservatório Nacional foi fundado como Conservatório Geral de Arte Dramática, por decreto da rainha D. Maria II de 1836, no âmbito de um plano para a fundação e organização de um Teatro Nacional proposto por João Baptista de Almeida Garrett. O Conservatório estava então dividido numa Escola Dramática ou de Declamação, numa Escola de Música e numa Escola de Dança, Mímica e Ginástica Especial. Quando da sua criação, incorporou-se neste estabelecimento o Conservatório de Música, que havia sido criado na Casa Pia por Decreto de 5 de maio de 1835.
Em reformas posteriores, o nome do estabelecimento foi alterado para Conservatório Real de Lisboa. Depois da implantação da república em 1910, passou designar-se Conservatório Nacional. A Escola Dramática passou a designar-se Escola de Arte de Representar.
Por Decreto de 4 de Julho de 1914 foi concedida autonomia administrativa, pela primeira vez, à Escola de Arte de Representar. Nesta Escola foi criado, por decreto de 19 de maio de 1914, o curso de cenografia e decoração teatral (cujo ensino seria ministrado no salão grande de pintura do Teatro Nacional Almeida Garrett, o qual, considerado como dependência da Escola de Arte de Representar ficava “exclusivamente destinado ao serviço e oficinas do respectivo professor” e, por decreto de 6 de agosto de 1914, o curso de indumentária prática teatral.
Toda esta tradição foi sendo mantida e desenvolvida nas reformas posteriores do ensino da área do teatro e transparece hoje nos cursos ministrados na Escola Superior de Teatro e Cinema.
No que ao cinema se refere, o respectivo curso só foi introduzido no Conservatório Nacional, como experiência pedagógica, a partir de 1971, no âmbito do processo de reforma empreendido por Madalena Perdigão, sendo ministro da Educação Nacional José Veiga Simão.
Foi então criada a Escola Piloto para a Formação de Profissionais de Cinema, cujo curso se iniciou em 1973 e teve, desde o princípio, a preocupação de aliar à transmissão de conhecimentos técnicos inerentes à prática das profissões do cinema uma vertente mais artística.
O curso que a Escola Superior de Teatro e Cinema hoje ministra é ainda o resultado de uma evolução radicada naquele primeiro curso de cinema que, aliás, foi pioneiro no ensino superior público português.
Através do decreto-lei n.º 310/83 de 1 de julho — que reestruturava o ensino da música, dança, teatro e cinema — o Conservatório Nacional foi reconvertido e extinto, dando origem a três escolas de ensino superior (de Música, de Dança e de Teatro e Cinema) e a duas escolas de ensino vocacional (de Música e de Dança).

## Escolas sucessoras

### Escola Superior de Teatro e Cinema

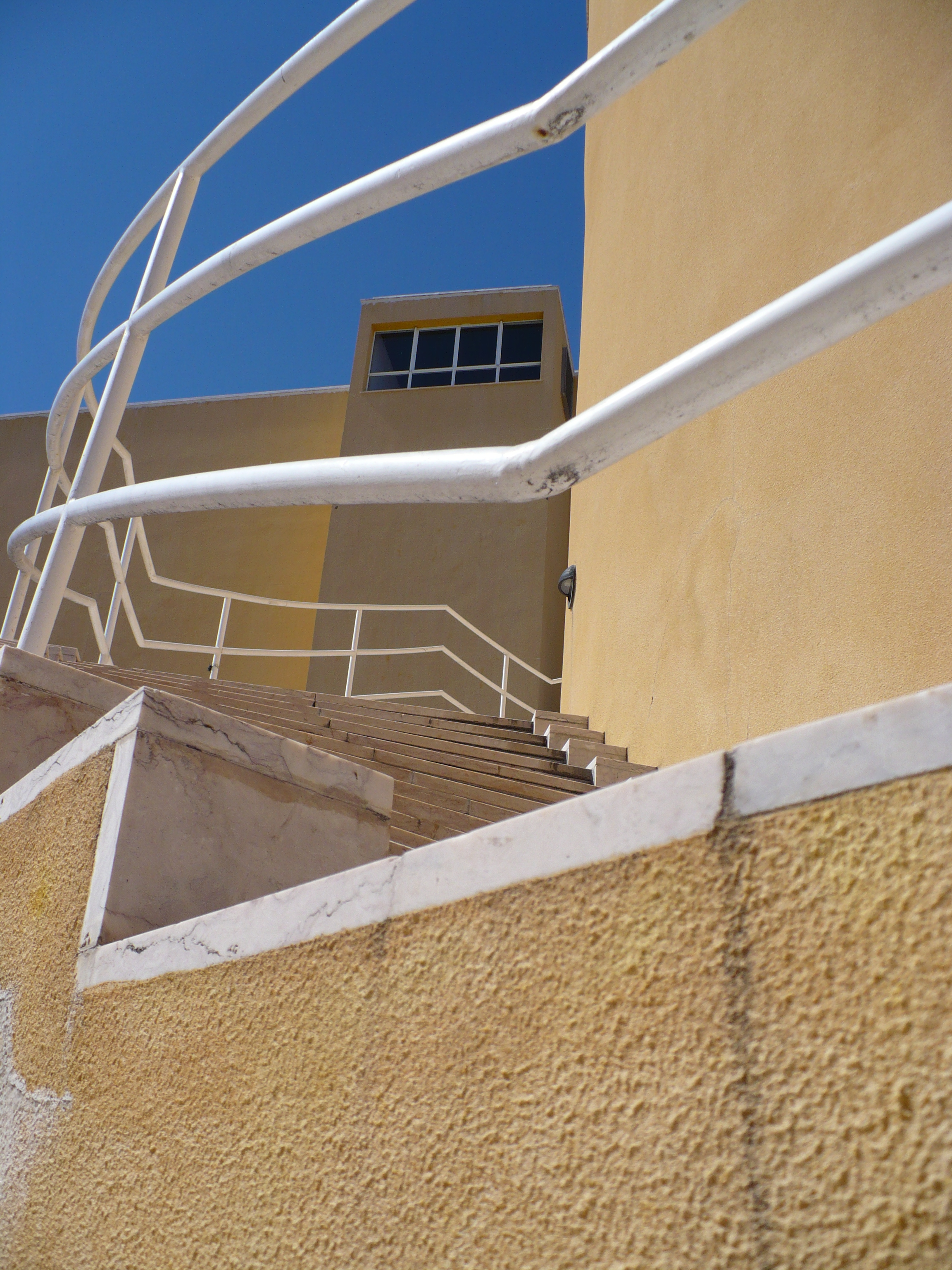
Edifício da Escola Superior de Teatro e Cinema na Amadora, desenhado pelo arquiteto Manuel Salgado

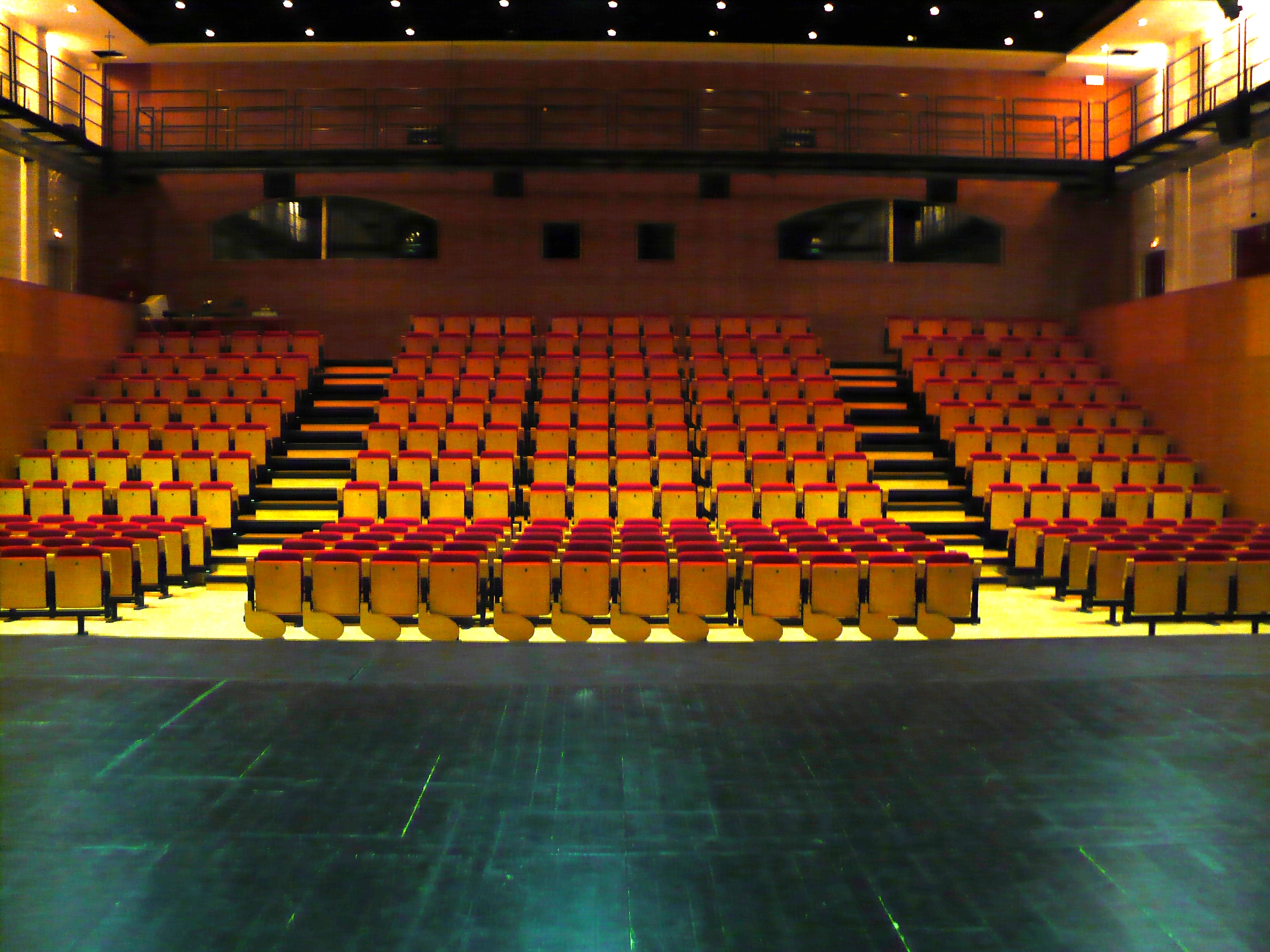
Grande Auditório da Escola Superior de Teatro e Cinema.

Pelo decreto do Governo n.º 46/85 de 22 de novembro, a Escola Superior de Teatro e Cinema (ESTC) que até então funcionara sob a dependência da Direção-Geral do Ensino Superior e fora dirigida desde 1983 por uma Comissão Instaladora composta pelos professores Jorge Listopad, como presidente, e José Bogalheiro, como vogal, é integrada no Instituto Politécnico de Lisboa, estabelecimento de ensino superior politécnico público criado pelo decreto–lei nº 513-T/79 de 26 de dezembro.
A ESTC passou, assim, a constituir uma unidade orgânica do Instituto Politécnico de Lisboa e manteve-se em regime de instalação, sob a direcção da referida comissão instaladora, até à publicação dos seus Estatutos no Diário da República, 2ª série, n.º 15, de 18 de janeiro de 1995.
A construção na Amadora, dentro da zona da grande Lisboa, de um edifício de raiz para a ESTC, o primeiro destinado a uma escola de ensino superior artístico em Portugal, permitiu, finalmente, a transferência em 1998 das suas atividades do velho edifício do Convento dos Caetanos em Lisboa, onde Almeida Garrett instalara com carácter provisório em 1836 o Conservatório Geral de Arte Dramática, para umas instalações modernas, dotadas de espaços letivos adequados, de estúdios, de salas de espectáculos e de visionamento, de biblioteca e refeitório que possibilitam as melhores condições de trabalho para os alunos que a frequentam.
A estrutura bi-departamental da Escola, resultante da herança histórica das preexistentes escolas de Teatro e de Cinema do Conservatório Nacional, levou a que os seus departamentos sejam dotados de alguma autonomia pedagógico — científica interna, consagrada estatutariamente.
Neste Conservatório destacaram-se alguns alunos como:
Mariana Lavier, Guilherme Mendonça, Diogo Sampaio (atualmente professor), Henrique Matos, Francisco Azevedo, Luís Bivar, Jonnas Pierr, Mariana Monteiro, Perdo Hilfigher, João Matos, São Xavier, Benedita Henriques, Lourenço Teto e muitos mais.
A ESTC tem vindo a afirmar-se, nacional e internacionalmente, como uma escola de referência nos seus domínios, integrada em importantes organizações internacionais quer do âmbito do teatro, como o ITI — International Theatre Institut, quer do âmbito do Cinema, como o CILECT — Centre International de Liaison des Écoles de Cinéma et Télévision, quer no das artes em geral, caso da ELIA — European League of Institutes of Arts.
Esta preocupação pela internacionalização fez também com que a escola reforçasse a sua participação ativa em programas de intercâmbio de discentes e docentes com Escolas estrangeiras, no âmbito de programas específicos como o Sócrates/Erasmus e o Leonardo Da Vinci, bem como através de programas bi-laterais com universidades da América Latina (Brasil, Argentina e México).

### Escola Artística de Música do Conservatório Nacional
A Escola Artística de Música do Conservatório Nacional é uma das escolas que compõem o que é hoje designado coletivamente como "Conservatório Nacional".
A criação de um conservatório para o ensino da música em Lisboa é fortemente devida ao compositor português João Domingos Bomtempo (1775-1842), que era igualmente um pedagogo de reconhecido mérito. Quando regressou a Portugal (1834), Bomtempo pôs em prática a reforma do ensino musical em Portugal, com base nos contactos que foi fazendo no estrangeiro e com a observação das respectivas reformas de ensino musical, tanto em França como na Inglaterra.
O projeto inicial surgido aquando da criação de um conservatório de música seguia o modelo da escola de música parisiense. Foi em Junho de 1834 e era proposto um plano ambicioso com 18 professores e 16 disciplinas, a saber:
- Rudimentos
- Declamação
- Solfejo e acompanhamento de órgão e piano-forte
- Piano-forte
- Canto lírico
- Violino
- Violeta
- Violoncelo
- Contrabaixo
- Oboé
- Clarinete
- Flauta
- Fagote
- Trompa
- Italiano
- Latim

Este projeto não foi concretizado e um ano mais tarde foi criado (decreto de 5 de Maio de 1835) o Conservatório de Música como anexo à Casa Pia, sob direção do próprio João Domingos Bomtempo.

## Ligações
- Página da Escola Superior de Teatro e Cinema
- Página da Escola Superior de Música de Lisboa
- Página da Escola Superior de Dança
- Escola de Música do Conservatório Nacional
- Escola de Dança do Conservatório Nacional